# 科馬里夫卡 (沃洛達爾西克-沃林西基區)
50°32′42″N 28°38′49″E / 50.54500°N 28.64694°E
科馬里夫卡（烏克蘭語：Комарівка），是烏克蘭北部的村莊，隸屬日托米爾州的日托米爾區。該村始建於1937年，面積13.88平方公里，2001年人口229，人口密度每平方公里13.88人。